# Tadeusz Ensztajn
Tadeusz Ensztajn (ur. 1913 w Płocku, zm. ?) – polski seryjny morderca i gwałciciel, zwany Wampirem z Łowicza. W okresie od lutego do lipca 1933 roku zamordował w Łowiczu i jego okolicach 7 kobiet, a 3 kolejne zgwałcił.

## Życiorys
Urodził się w 1913 roku. Był dzieckiem poczętym w wyniku gwałtu – jego matka została zgwałcona przez rosyjskiego żołnierza. Gdy miał kilka lat, matka oddała go do sierocińca w Łodzi z jego dwoma siostrami, tam też ukończył 3 klasy szkoły powszechnej. Jako nastolatek uciekł z sierocińca i rozpoczął wieloletnią tułaczkę po Polsce, w trakcie której był dwukrotnie karany aresztem za jazdę pociągiem bez biletu. Wiadomo, iż w trakcie tułaczki pracował jako sprzedawca śpiewników.
Ensztajn przyjechał do Łowicza z Poznania w lutym 1933 roku. W tym mieście dopuścił się sześciu z siedmiu przypisywanych mu morderstw. Swe ofiary uderzał żelaznym kołkiem lub kamieniem w głowę, następnie gwałcił i mordował. Wszystkie ofiary miały zmasakrowane twarze. Po zbrodni wędrował ulicami miasta w celu zatarcia śladów. Gdy po szóstym morderstwie w Łowiczu pojawiło się więcej stróżów prawa, wyjechał do Włocławka, gdzie dopuścił się kolejnego morderstwa.
Do schwytania zwyrodnialca przyczyniły się dwie nastolatki, które Ensztajn zmusił do wspólnej tułaczki, w trakcie której opowiadał o popełnionych zbrodniach. Ofiarom udało się zaalarmować policjanta, który ruszył w pogoń za Ensztajnem. Mordercę ujęto na terenie klasztoru reformatów we Włocławku. Wkrótce powiązano go z serią morderstw, która miała miejsce w Łowiczu. Gdy został przetransportowany na wizję lokalną do Łowicza, na stacji kolejowej tłum ludzi usiłował porwać Ensztajna z rąk policji, w celu dokonania na nim linczu, jednak policji udało się opanować sytuację.
Proces Ensztajna toczył się w Sądzie Okręgowym we Włocławku. Pomimo iż podczas przesłuchań Ensztajn przyznał się do popełnionych zbrodni, w trakcie procesu wyparł się ich i zrzucał winę na kogoś innego. 23 sierpnia 1934 roku został skazany na 15 lat więzienia i 10 lat utraty praw obywatelskich. Za okoliczność łagodzącą uznano moralne zaniedbanie oskarżonego.
Jego dalsze losy nie są znane.